# Serixia nigroapicalis
Serixia nigroapicalis là một loài bọ cánh cứng trong họ Cerambycidae.